# فينمو
فينمو (بالإنجليزية: Venmo)‏ هي خدمة دفع عبر الهاتف المحمول تملكها شركة باي بال. يمكن لأصحاب الحسابات علي موقع فينمو تحويل الأموال إلى الآخرين عبر تطبيق الهاتف المحمول بشرط أن يعيش كل من المرسل والمستقبل في الولايات المتحدة الأمريكية. قامت الشركة بمعالجة معاملات قيمتها 12 مليار دولار في الربع الأول من عام 2018.
منذ عام 2008، لم تكن التحويلات النقدية باستخدام الخدمة فورية حيث كان يمكن إلغاؤها بعد إرسال تحويل أولي. فمثل التحويل البنكي التقليدي، كان من الممكن أن يستغرق يومًا واحدًا إلى ثلاثة أيام عمل ليصبح التحويل نهائيًا. في يناير  2018، أطلقت باي بال ميزة تحويل فورية لهذه الخدمة، مما سمح للمستخدمين بإيداع الأموال في بطاقات الخصم الخاصة بهم عادةً في غضون 30 دقيقة. تُخصم رسوم من مبلغ كل تحويل ويكون ذلك 1٪ أو 10 دولارات أيهما أقل، أما التحويل البنكي التقليدى عادة ما يتم في غضون 1-3 أيام عمل وذلك بدون رسوم.

## وصلات خارجية
- الموقع الرسمي